# エーケベリ・ホール

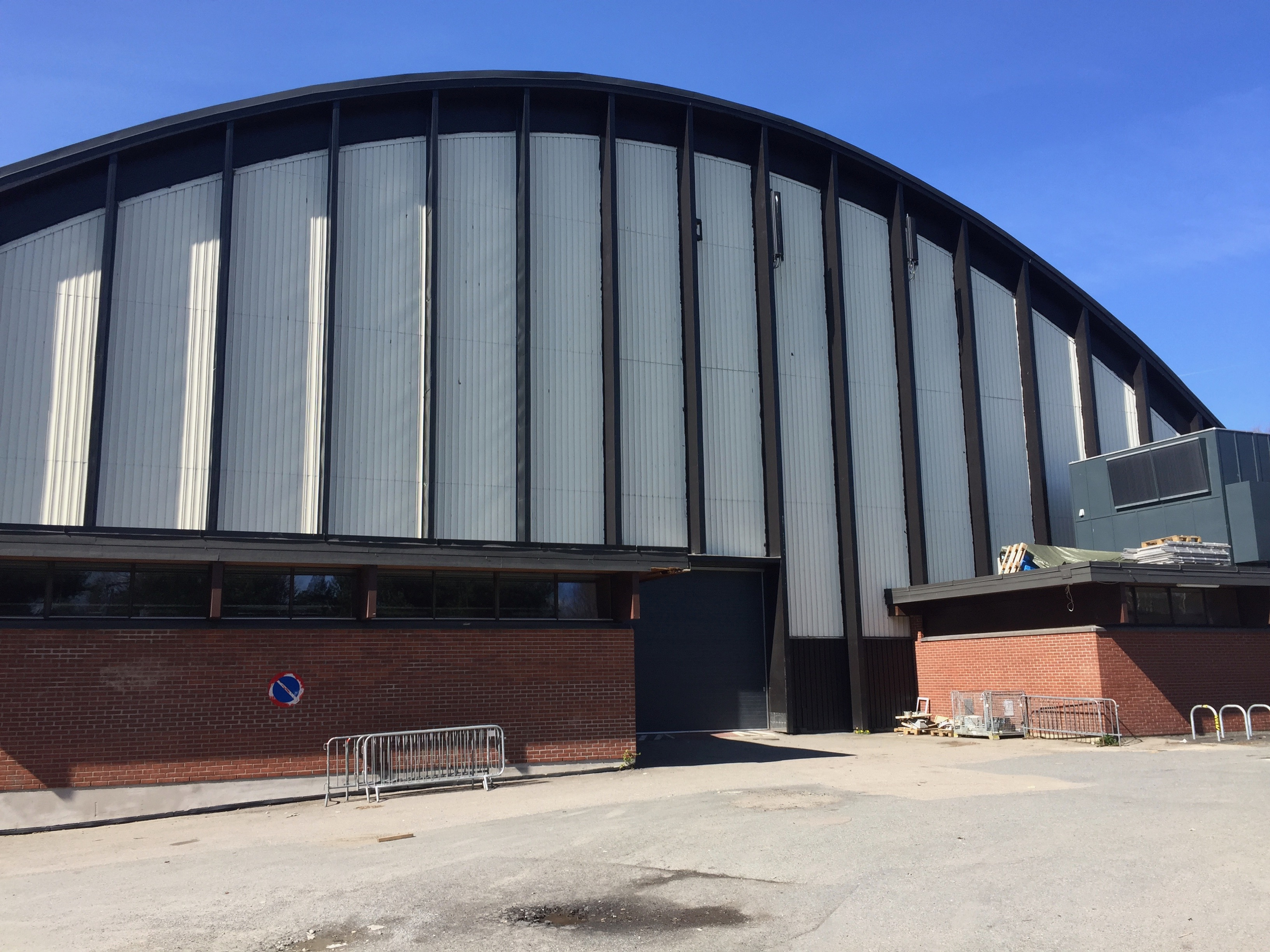
エーケベリ・ホール

エーケベリ・ホール（Ekeberghallen）あるいはエーケベリ・スポーツホール（Ekeberg idrettshall）は、ノルウェーのオスロ市ヌーシュトラン区エーケベリ地区のエーケベリ平地にある屋内スポーツ競技場。エーケベリ平地はオスロの公園地区として指定されており、主にスポーツイベントに使われている。

## 歴史
エーケベリ・ホールは1973年に開業し、1981年に付帯施設として Osloidrettens Hus が加わった。コートサイズは46メートル×75メートルで、観客収容人数は4,800人である。施設内はバドミントンコート、ハンドボールコート、テニスコート、バレーボールコートに分かれており、陸上競技の設備も完備されている。衣装部屋、音響システム、ステージも備わっており、他の用途でも使用できる。ノルウェー・カップ関連でもこのホールが使われている。
このホールの所有者は Oslo Idrettskrets である。主に総合スポーツクラブ Bækkelagets SK が本拠地として使用する他、オスロ市内の他のスポーツクラブもバスケットボール、ハンドボール、バレーボール、バドミントン、屋内陸上競技、フットサルなどの屋内スポーツで使用している。スポーツ需要のない週末には展示会、コンサート、会議など他の用途にも使われている。またプロボクシングの会場としても使われたことがある.。